# Nécropole nationale d'Étrépilly
La nécropole nationale d'Étrépilly, est un cimetière militaire de la Première Guerre mondiale, situé sur le territoire de la commune d' Étrépilly, dans le département de Seine-et-Marne.

## Historique
La nécropole nationale d'Étrépilly a été créée en 1914 pour inhumer les morts français de la Bataille de l'Ourcq. Entre les deux guerres, de 1919 à 1924 ont été inhumées dans ce cimetières des corps exhumés dans les environs.

## Caractéristiques
La nécropole nationale d'Étrépilly a une superficie de 0,12 ha ; 667 soldats français y sont enterrés, 133 dans des tombes individuelles, 534 dans deux ossuaires

Un monument aux morts de l'armée de Paris (1914) a été érigé, en 1915, devant le cimetière. Au fronton du monument, on peut lire ces lignes de Victor Hugo : 

« Gloire à notre France éternelle, gloire à ceux qui sont morts pour elle. »